# 橋本麗香
橋本 麗香（はしもと れいか、1980年12月25日 - ）は、日本のファッションモデル、女優。
東京都練馬区出身。FELICITE所属。夫はキックボクサーの江幡塁。

## 略歴
スペインのクォーター。10歳からモデルとして活動を開始する。練馬区立谷原中学校を経て、堀越高等学校卒業。
1996年、テレビ朝日系特撮ドラマ『ビーファイターカブト』でBF・アゲハ／ソフィー・ヴィルヌーブ役を演じる。
1997年、TBS系深夜バラエティー番組『ワンダフル』で、ワンギャルの一人としてリポーターを務めた。
1999年、浅野忠信主演の映画『白痴』で、本格的に女優業に力を入れる。
2004年、『SURVIVE STYLE5+』（東宝）に出演し再び浅野と共演。また、中国ではファッション誌の表紙を5年以上飾り続け、中国制作のテレビドラマに出演するなど活躍している。
2006年3月1日、手塚眞の事務所ネオンテトラからリズメディアへ移籍。
2014年12月、トップコートからオスカープロモーションへ移籍。

## 人物
2013年7月31日に一般男性と結婚し、2015年2月19日に第1子女児を出産。
2023年6月5日に第2子女児の出産を発表し、キックボクサーの江幡塁と再婚していたことも明かした。

## 出演

### テレビドラマ
- 木曜の怪談 MMR未確認飛行物体（1996年4月 - 9月、フジテレビ）
- ビーファイターカブト（1996年10月 - 1997年2月、テレビ朝日）- ソフィー・ヴィルヌーブ / BF・アゲハ 役
- 恋なんて贅沢が私に落ちてくるのだろうか?（2012年3月 - 4月、フジテレビTWO）- 新森ミミ 役
- 宮部みゆき4週連続“極上”ミステリー 最終夜「レベル7」（2012年、TBSテレビ）
- 息もできない夏（2012年7月 - 9月、フジテレビ）- 安倍川衣里 役
- TOKYOエアポート〜東京空港管制保安部〜（2012年10月 - 12月、フジテレビ） - 神田綾香 役
- 天の方舟 第1話（2012年、WOWOW）
- CLAMPドラマ ホリック〜xxxHOLiC〜 第5話（2013年、WOWOW）- ナース 役
- 花の鎖（2013年、フジテレビ）

### テレビドラマ（中国）
- 人人都说我爱你 （2003年、張塁主演）- 橋本 役
- 江山美人 （2004年、孙耀威主演）- 李师师 役
- 侠影仙踪 （2004年、周杰・孫菲菲主演）- 苏瞳 役

### その他テレビ番組
- ワンダフル（TBS）- ワンギャル
- PRO-file（テレビ朝日）- ナビゲーター

### 映画
- 白痴（1999年、浅野忠信・原田芳雄・草刈正雄出演、手塚眞監督）
- 実験映画（1999年、永瀬正敏主演、手塚眞監督）
- 盲獣vs一寸法師（2001年、丹波哲郎出演、石井輝男監督）
- HERO? 天使に逢えば…（2004年、萩野崇主演、鶴見昂介監督）
- SURVIVE STYLE5+（2004年、浅野忠信主演、関口現監督）
- ブラックキス（2006年、川村かおり・松岡俊介・安藤政信との4人主演、手塚眞監督）

### CM・広告
- トミー「スララ」
- アサヒ飲料「バヤリース」（1996年 - 1998年）
- 資生堂「ANESSA」（2003年）
- 資生堂「セオティ」
- ジョンソン「スキンガード」
- ケンタッキーフライドチキン「ケンタッキー・ツイスターズ」（2003年）
- カシオ
- エクラーナ
- NEC携帯電話「N906i」、「N906iμ」（2008年）玉木宏と共演。
- オリエント時計「レディローズ」（2009年 - 2010年）
- アンファー「スカルプD ボーテ・エメ」（2012年 - ）
- ペルノ・リカール・ジャパン「JACOB'S CREEK」（2012年 - ）
- ワコール・Wing「Kirei 後ろ姿キレイブラ＆パンツ」「美たせるブラ」（2013年9月 - ）
- フィリップス「フィリップス・ビューティ コレクション」（2013年9月 - ）

### 雑誌
- éf
- BAILA
- BOAO
- MISS
- Men's JOKER
- Ray
- ピチレモン（学研プラス） - 専属モデル